# Собор Воскресения Христова (Тирана)
Собо́р Воскресе́ния Христо́ва (алб. Katedralja e Ringjalljes së Krishtit) — кафедральный собор Албанской православной церкви. Расположен в самом центре Тираны, к юго-западу от Площади Скандербега на Аллее мучеников 4 февраля (Rruga Dëshmorët e 4 Shkurtit); поблизости от собора расположены штаб-квартира Социалистической партии и Министерства обороны Албании.
Строительство длилось с июля 2004 года по май 2012 года.
Комплекс Кафедрального собора состоит из следующих корпусов: кафедральный собор, часовня, колокольня, резиденция Священного Синода и культурный центр.
В восточной части комплекса проходят заседания Священного Синода, там же располагается резиденция архиепископа Албании, библиотека и две часовни.
В восточной части амфитеатра созданы небольшой музей, зал презентаций, трапезная и зал для выставок и мероприятий для детей.

## История
Комплекс нового православного собора построен в самом центре столицы, на участке, который выделили государственные власти Албании в 2001 году в качестве компенсации за утраченную землю старого кафедрального собора в Тиране, который был разрушен безбожной властью в 1967 году.
Для исследования и проектирования архитектурных работ, в 2002 году был проведен международный конкурс, победителем которого стала компания Papadatos Partneriteti LLP Architects, из Нью-Йорка. Владельцы компании — православные греки, иммигрировавшие в США. Кроме того, в первоначальный проект в дальнейшем были внесены многочисленные уточнения и дополнения.
Архитектурная концепция колокольни высотой 46 метра, была дополнена в первоначальный проект.
Для реализации потребностей в проведении культурных и церковных мероприятий, были построены два этажа под землей, под всей площади кафедрального собора. В центре есть амфитеатр вместимостью 500—850 мест. Эти помещения строились также для выступлений и музыкальных мероприятий.
Внешний вид комплекса гармонично вписался в архитектуру цента города Тираны, храм виден практически с любого места центра города.
24 июня 2012 года состоялось открытие нового кафедрального собора. Открытие самого большого православного храма в Албании приурочено к 20-летию возрождения автокефальной Албанской православной церкви и выбора главы Албанской православной церкви — архиепископа Анастасия. На открытии собора присутствовал президент страны Бамир Топи.
1 июня 2014 года, в неделю 7-ю по Пасхе, чин великого освящения и литургию при большом стечении молящихся совершили Патриарх Константинопольский Варфоломей, Патриарх Иерусалимский Феофил III, Патриарх Сербский Ириней, Патриарх Румынский Даниил, Архиепископ Кипрский Хризостом II, Архиепископ Афинский Иероним II, Митрополит Варшавский Савва, представители Александрийской, Антиохийской, Русской, Грузинской, Болгарской Церквей и глава Албанской епархии Православной Церкви в Америке. За богослужением звучали возгласы на греческом, арабском, церковнославянском, румынском, албанском и английском языках.
30 января 2025 года в крипте собора был погребён первый после возрождения Албанской церкви её предстоятель архиепископ Анастасий

## Архитектура
В пресс-релизе Албанской Православной Церкви сказано: «Архитектурная концепция собора основана на цикле, который содержит бесконечное чувство времени (вечности), конечной оси (тот, который соединяет землю с небесами) является центром всего ансамбля. Эта ось является центром огромного креста, что является основой православной поддержки церкви».
Крест на куполе, сам купол и вся кровля храма покрыты листовым золотом цвета меди. Между окнами купола расположены 52 декоративных элемента, в виде барельефа, а также четыре основные колонны храма, украшенные барельефами на темы Священного Писания.
Фасад церкви образуется большой бант. Эта дуга создает впечатление гостеприимства, а яркие ленты стекла синего цвета, создают впечатление арки-радуги. Западная стена выложена белым мрамором, как и центр главного входа. Над главным входом расположен большой бронзовый крест.
Лоджия, расположенная над притвором и два боковых балкона. Этажи храма доступны так, что все верующие имеют визуальный контакт с центральной частью храма, амвона и иконостаса. Купол изнутри украшен рельефной мозаикой, в центре которой доминирует «Вседержитель», двенадцать лучей исходят от образа, чтобы создать ощущение Божественного Света, которые распространяются через окна по всему храму.
Центральный светильник состоит из латунных кругов, для нескольких уровней свечей полукруглой формы. Кроме того, 120 свечей, распределенные по периметру, для освещения церкви.
В северо-западном углу территории храма построена часовня, которая покрыта крестообразной крышей. Её купол, облицованный листовой медью, заканчивается круглыми окнами.
46-метроовая колокольня состоит из четырёх колонн, которые символизируют четырёх евангелистов, которые провозглашают Воскресение Христово. Они объединяются вокруг центральной оси лестницы. Круговая лестница приводит к двум открытым этажам, где и находятся 16 колоколов.